# Pavel Kolář
Pavel Kolář (* 1974 in Prag) ist ein tschechischer Historiker.

## Leben
Er erwarb 1998 den MA in Allgemeiner und Vergleichender Geschichte an der Karls-Universität Prag und ebenda 2003 die Promotion in Allgemeiner Geschichte. Von 2010 bis 2018 war er Professor für Vergleichende und Transnationale Europäische Geschichte am European University Institute in Italien. Seit 2018 ist er Professor für Osteuropäische Geschichte an der Universität Konstanz.
Seine Forschungsschwerpunkte sind vergleichende und Transnationale Geschichte des 19. und 20. Jahrhunderts (v. a. Deutschland, Ostmittel-, Südost- und Osteuropa), Geschichte der staatsozialistischen Diktaturen, historische Gewaltforschung, Nationsbildung, Nationalismus, Historiographie, Erinnerung, Narration und Wissenschafts- und Universitätsgeschichte Zentraleuropas.

## Schriften (Auswahl)
- Geschichtswissenschaft in Zentraleuropa. Die Universitäten Prag, Wien und Berlin um 1900. Leipzig 2008, ISBN 978-3-931982-54-6.
- mit Michal Pullmann: Co byla normalizace? Studie o pozdním socialismu. Praha 2016, ISBN 978-80-7422-560-4.
- Der Poststalinismus. Ideologie und Utopie einer Epoche. Wien 2016, ISBN 3-412-50526-9.
- Soudruzi a jejich svět: sociálně myšlenková tvářnost komunismu. Praha 2019, ISBN 978-80-7422-592-5.
- Poststalinizm. Ideologia i utopia epoki. Warszawa 2022, ISBN 978-83-66849-27-3.